# Isomorfie (levenscyclus)
De term isomorfie heeft betrekking op de gelijke vorm (bouw) en levensduur van de generaties in de levenscyclus van planten. Bij diplohaplonten (organismen met een morfologische generatiewisseling) kunnen de beide afwisselende generaties (de sporofyt en de gametofyt) duidelijk van elkaar verschillen (heteromorfie), maar bij bepaalde groepen vertonen ze een grote uiterlijke overeenkomst in bouw. Hier wordt dan gesproken van isomorfie.
Bij een isomorfe digenetische diplohaplont zijn de haploïde generatie (de gametofyt) en de diploïde generatie (de sporofyt) morfologisch en in levensduur vrijwel gelijk; men spreek van isomorfe generatiewisseling.
Een isomorfe cyclus wordt aangetroffen bij enkele bruinwieren (Phaeophyta), roodwieren (Rhodophyta) en groenwieren (Chlorophyta), evenals bij alle slijmzwammen van de stam Plasmodiophoromycota en enkele schimmels van de stammen Chytridiomycota en ascomyceten (Ascomycota).
Voorbeelden:
- Ulva lactuca, Zeesla (Groenwieren)
- Ectocarpus siliculosus, Geclusterd toefjeswier (Bruinwieren)
- Dictyota dichotoma, Gaffelwier (Bruinwieren)
- Plasmodiophora brassicae, Knolvoet (Waterschimmels
- Allomyces spec., (Chytridiomycota)
- Saccharomyces cerevisiae, Biergist (Ascomyceten)

## Overzicht
| Biologische levenscycli bij meercellige organismen met geslachtelijke voortplanting | Biologische levenscycli bij meercellige organismen met geslachtelijke voortplanting | Biologische levenscycli bij meercellige organismen met geslachtelijke voortplanting | Biologische levenscycli bij meercellige organismen met geslachtelijke voortplanting | Biologische levenscycli bij meercellige organismen met geslachtelijke voortplanting                                                        |
|                                                                                     |                                                                                     | Cytologische kernfasewisseling                                                      | Cytologische kernfasewisseling                                                      | Cytologische kernfasewisseling |
| Type organisme →                                                                    | Type organisme →                                                                    | Haplont                                                                             | Diplont                                                                             | Diplohaplont = Haplodiplont |
| ----------------------------------------------------------------------------------- | ----------------------------------------------------------------------------------- | ----------------------------------------------------------------------------------- | ----------------------------------------------------------------------------------- | --- |
| Kernfase; Kernfasewisseling →                                                       | Kernfase; Kernfasewisseling →                                                       | Haplofase; Haplofasisch                                                             | Diplofase; Diplofasisch                                                             | Afwisseling haplofase ↔ diplofase; Diplohaplofasisch = Heterofasisch                                                                       |
| Meiose moment →                                                                     | Meiose moment →                                                                     | Zygotisch                                                                           | Gametisch                                                                           | Sporisch = Intermediair |
| Morfo- logische generatie- wisseling                                                | Monogenetisch: (monofasisch)                                                        | Monogenetische haplont                                                              | Monogenetische diplont                                                              | |
| Morfo- logische generatie- wisseling                                                | Digenetisch: (difasisch)                                                            |                                                                                     | Digenetische diplont                                                                | Digenetische diplohaplonten \| Isomorf, isospoor \| ↓ Heteromorf ↓ \| ↓ Heteromorf ↓ \| \| Isomorf, isospoor \| isospoor \| heterospoor \| |
| Morfo- logische generatie- wisseling                                                | Trigenetisch: (trifasisch)                                                          |                                                                                     |                                                                                     | Trigenetische diplohaplont |
| Isomorf, isospoor                                                                   | ↓ Heteromorf ↓                                                                      | ↓ Heteromorf ↓                                                                      |                                                                                     | |
| Isomorf, isospoor                                                                   | isospoor                                                                            | heterospoor                                                                         |                                                                                     | |